# Limnophora aczeli
Limnophora aczeli är en tvåvingeart som beskrevs av John Otterbein Snyder 1957. Limnophora aczeli ingår i släktet Limnophora och familjen husflugor. Inga underarter finns listade i Catalogue of Life.